# いすゞモーター店
いすゞモーター店は、いすゞ自動車の販売チャンネル（ディーラー）のひとつである。

## 概要
かつてはベレットやジェミニ等の乗用車はもちろん、小型トラック・エルフ等の商用車、更にはゼネラルモーターズ（GM）のオペル、シボレー、サターン等の輸入車など、幅広く取り扱っていたが、乗用車生産から撤退以降は小型トラックと商用車を中心に取り扱っている。

## 主な取扱車種
小型トラック
- エルフ

商用車
- コモ（日産・キャラバンのOEM。ワゴン仕様もあり）

## 過去の取扱車種

### 乗用車
- セダン
  - ヒルマンミンクス
  - ベレット
  - フローリアン
  - ジェミニ（4・5代目はホンダ・ドマーニのOEM）
  - アスカ（2代目はスバル・レガシィのOEM、3・4代目はホンダ・アコードのOEM）
- サルーン
  - ベレル
  - ステーツマン・デ・ビル
- クーペ
  - 117クーペ
  - ピアッツァ
- その他
  - フィリー（日産・エルグランドのOEM）

#### SUV
- ビッグホーン
- ミュー
- ウィザード
- ビークロス

### 輸入車（1989年から1992年まで輸入販売）
- オペル・ベクトラ（ベクトラA型）
- オペル・オメガ（オメガA型・CD（2500cc）、3000 ）
- オペル・セネター（セネターCD）
- サターン

### 商用車

#### トラック
- 小型
  - エルフUT（エルフのウォークスルーバン）
  - ビギン（UTの後継車）
  - エルフィン（エルフのボンネット版）
  - ワスプ（ベレットのトラック版）
  - ファスター
  - ファスターロデオ
  - ロデオ

#### その他
- ベレットエキスプレス（ワスプのバン）
- ファーゴ
- ジェミネット（スズキ・カルタスバンのOEM）
- ジェミネットII（スバル・レオーネエステートバンのOEM）
- ジャーニー（マイクロバス、3代目から日産・シビリアンのOEM）

## ディーラー一覧
かつては主たる都道府県に1～4社ほどディーラー展開していた（但し、一部地域（山梨、北陸3県、愛知･豊橋、滋賀、奈良、和歌山、鳥取、島根･東部、四国4県、佐賀、長崎、宮崎、沖縄等）ではモーター店ではなく、大型車を扱う総合店で取り扱いしていた）が、現在は2社のみとなっている。
- 盛岡いすゞモーター（岩手）
- 島根西いすゞモーター（島根･西部）

## かつて存在したディーラー一覧

### 北海道・東北
- いすゞモーター北海道（北海道（札幌・旭川・室蘭・函館））- 2005年に北海道いすゞ自動車に吸収合併。
- 道東いすゞモーター（北海道（帯広・北見））- 1995年に東北海道いすゞ自動車に吸収合併。
- 東奥いすゞモーター（青森）- 1999年に青森いすゞ自動車に吸収合併。現　いすゞ自動車東北。
- 仙台いすゞモーター（宮城）- 1997年に（旧）宮城いすゞ自動車を吸収合併。同時に社名を（新）宮城いすゞ自動車に変更。現　いすゞ自動車東北。
- 新秋田いすゞモーター（秋田）- 2005年に秋田いすゞ自動車に吸収合併。
- 新山形いすゞモーター（山形）- 2000年に山形いすゞ自動車に吸収合併。
- 福陽いすゞモーター（福島）- 2006年に福島いすゞ自動車に吸収合併。

### 関東
- 水戸いすゞモーター（茨城）- 2005年に茨城いすゞ自動車に吸収合併。
- 宇都宮いすゞモーター（栃木）- 1993年に栃木いすゞ自動車に吸収合併。
- 埼群いすゞモーター（群馬・埼玉）- 2007年に関東いすゞ自動車に吸収合併。
- 京葉いすゞモーター（千葉）
- 東都いすゞモーター（東京）- いすゞモーター東京を経て、2002年に東京いすゞ自動車に吸収合併。現　いすゞ自動車首都圏。
- 新東都いすゞモーター（東京）
- 西東京いすゞモーター（東京）- 1999年に多摩いすゞと合併。西東京いすゞ自動車を経て、2013年にいすゞ自動車首都圏に吸収合併。
- 横浜いすゞモーター（神奈川）- 1995年にいすゞモーター神奈川を経て、1999年に神奈川いすゞ自動車に吸収合併。現　いすゞ自動車首都圏。
- 中央いすゞモーター（神奈川）
- 湘南いすゞモーター（神奈川）
- 新厚木いすゞモーター（神奈川）

### 中部
- 新陽いすゞモーター（新潟）- 2006年に新潟いすゞ自動車に吸収合併。
- いすゞモーター長野（長野）- 2006年に長野いすゞ自動車に吸収合併。
- 新長野いすゞモーター（長野（長野・上田・佐久））
- 信濃いすゞモーター（長野（松本・諏訪・伊那・飯田））
- 華陽いすゞモーター（岐阜）
- 富士いすゞモーター（静岡）- 1999年に静岡いすゞ自動車に吸収合併。
- いすゞモーター中京（愛知（名古屋・一宮・春日井・津島・東海・岡崎））- 1999年に愛知いすゞと岐阜いすゞと共に合併。現　いすゞ自動車中部。
- 中京いすゞモーター（愛知（名古屋・東海））- 1959年に名古屋いすゞモーターとして設立。1965年に愛知いすゞが名古屋いすゞモーターを吸収合併し乗用車部門を分離。
- 新中京いすゞモーター（愛知（一宮・春日井・津島））
- 岡崎いすゞモーター（愛知･岡崎）
- 新三重いすゞモーター（三重）- 1960年に発足したが、1969年に三重いすゞ自動車に吸収合併。

### 近畿
- 京都いすゞモーター（京都）
- 京丹いすゞモーター（京都）
- 新大阪いすゞモーター（大阪）
- 新大阪西いすゞモーター（大阪）
- 新大阪南いすゞモーター（大阪）
- 浪速いすゞモーター（大阪）
- 兵庫いすゞモーター（兵庫）

### 中国
- 新岡山いすゞモーター（岡山）- 1992年に岡山いすゞ（現いすゞ自動車中国四国）に統合
- 中国いすゞモーター（広島）
- 新山口いすゞモーター（山口）

### 九州
- 北部九州いすゞモーター（福岡）- 1993年に北九州いすゞモーターと合併。1999年に佐賀いすゞ自動車より営業権を譲受。その後、福岡いすゞ自動車と長崎いすゞ自動車と合併。現　いすゞ自動車九州。
- 北九州いすゞモーター（福岡）- 1993年に北部九州いすゞモーターと合併。現　いすゞ自動車九州。
- 二豊いすゞモーター（大分）
- 銀杏いすゞモーター（熊本）- 1994年に熊本いすゞに吸収合併。現　いすゞ自動車九州。
- 新鹿児島いすゞモーター（鹿児島）- 1999年に鹿児島いすゞと宮崎いすゞと共に合併。南九州いすゞを経て、2002年に熊本いすゞと合併。現　いすゞ自動車九州。